# Elezioni presidenziali in Argentina del 1916
Le elezioni presidenziali in Argentina del 1916 si tennero il 2 aprile. La sfida ha contrapposto principalmente il candidato radicale Hipólito Yrigoyen e quello conservatore Ángel Dolores Rojas. Queste votazioni ebbero la particolarità di essere le prime elezioni presidenziali nella storia argentina in cui fu applicata la legge Sáenz Peña, che stabiliva il suffragio segreto e obbligatorio per gli uomini di età superiore ai 18 anni, eliminando il sistema fino ad allora vigente del "voto canoro", che aveva stato caratterizzato da massicci brogli elettorali, violenze nei seggi, voti comprati e scarsa partecipazione, che aveva permesso al Partito Autonomista Nazionale (PAN) di avere un controllo assoluto del potere senza alternanza per 42 anni (1876-1916). La partecipazione passò dall'1-2% all'8,8% della popolazione. La legge Sáenz Peña escludeva tuttavia dal diritto di voto, così come quello di essere eletti, le donne e gli abitanti degli allora esistenti dieci territori nazionali.
Come lista elettorale fu utilizzato il servizio militare obbligatorio istituito nel 1901. La Costituzione istituì il suffragio indiretto, che delegava l'elezione presidenziale al Collegio Elettorale che si riuniva in ogni circoscrizione, con il sistema delle liste incomplete, con due terzi corrispondenti al vincitore, un terzo alla seconda forza, in ciascuna circoscrizione elettorale.
Nel 1916 l'Argentina era suddivisa quindici circoscrizioni elettorali (14 province più la Città di Buenos Aires), nelle quali la popolazione aveva diritto di voto. L'affluenza è stata del 62,85%. Yrigoyen ha ottenuto una facile vittoria con il 47,25% dei voti popolari, ma senza raggiungere la maggioranza assoluta richiesta nel collegio elettorale. Il candidato radicale si è imposto in sei distretti (Capitale Federale, Entre Ríos, Córdoba, Santiago del Estero, Tucumán e Mendoza) e perso nei restanti nove (provincia di Buenos Aires, Santa Fe, Corrientes, Salta, Jujuy, Catamarca, La Rioja, San Juan e San Luis).
Le trattative nel collegio elettorale furono complesse e s'ipotizzò che i democratici progressisti, i conservatori e i radicali dissidenti formassero un blocco unificato che potesse raggiungere la maggioranza assoluta. Infine, i diciannove radicali dissidenti di Santa Fe accettarono di votare per Yrigoyen, che ha così ottenuto una maggioranza di 152 su 300.

## Candidature
| Candidati  | Candidati            | Candidati      | Candidati         | Partito                          |
| Presidente | Presidente           | Vicepresidente | Vicepresidente    | Partito                          |
| ---------- | -------------------- | -------------- | ----------------- | -------------------------------- |
|            | Hipólito Yrigoyen    |                | Pelagio Luna      | Unione Civica Radicale           |
|            | Ángel Dolores Rojas  |                | Juan Eugenio Serú | Concentrazione Conservatrice     |
|            | Lisandro de la Torre |                | Alejandro Carbó   | Partito Democratico Progressista |
|            | Juan B. Justo        |                | Nicolás Repetto   | Partito Socialista               |

## Risultati
| Candidati presidente e vicepresidente | Liste                               | Voti    | %     | Elettori |
| ------------------------------------- | ----------------------------------- | ------- | ----- | -------- |
| Hipólito Yrigoyen Pelagio Luna        | Unione Civica Radicale              | 340.802 | 47,25 | 133      |
| Ángel Dolores Rojas Juan Eugenio Serú | Totale Rojas-Serú                   | 150.245 | 20,83 | 70       |
| Ángel Dolores Rojas Juan Eugenio Serú | • Partito Conservatore              | 96.103  | 13,33 | 70       |
| Ángel Dolores Rojas Juan Eugenio Serú | • Partito Popolare                  | 16.141  | 2,24  | 70       |
| Ángel Dolores Rojas Juan Eugenio Serú | • Unione Democratica                | 13.921  | 1,93  | 70       |
| Ángel Dolores Rojas Juan Eugenio Serú | • Partito Autonomista di Corrientes | 9.645   | 1,34  | 70       |
| Ángel Dolores Rojas Juan Eugenio Serú | • Concentrazione Civica             | 9.170   | 1,27  | 70       |
| Ángel Dolores Rojas Juan Eugenio Serú | • Partito Provinciale               | 5.265   | 0,73  | 70       |
| Lisandro de la Torre Alejandro Carbó  | Totale                              | 135.308 | 18,76 | 64       |
| Lisandro de la Torre Alejandro Carbó  | • Partito Democratico Progressista  | 115.604 | 16,03 | 64       |
| Lisandro de la Torre Alejandro Carbó  | • Unione Provinciale                | 10.909  | 1,51  | 64       |
| Lisandro de la Torre Alejandro Carbó  | • Concentrazione di Catamarca       | 8.795   | 1,22  | 64       |
| Juan B. Justo Nicolás Repetto         | Partito Socialista                  | 66.397  | 9,21  | 14       |
| Nessun candidato                      | Unione Civica Radicale Dissidente   | 28.116  | 3,90  | 19       |
| Nessun candidato                      | Partito Socialista Argentino        | 347     | 0,05  | -        |
| Totale                                | Totale                              | 721.215 | 100   | 300      |